# Aleksi Lehtonen
Aleksi Emanuel Lehtonen, född 21 juni 1891 i Nystad, död 27 mars 1951, verkade först som biskop i Tammerfors stift 1934-1945 - den förste som vigdes där - och sedan som Finlands ärkebiskop i Åbo ärkestift 1945-1951.
Aleksi Lehtonen blev teologie doktor år 1923. Före sin tid som biskop verkade Lehtonen också som professor i praktisk teologi vid teologiska fakulteten vid Helsingfors universitet.
Hans son Samuel Lehtonen var biskop i Helsingfors stift 1982-1991.